# 範馬刃牙
範馬 刃牙（はんま バキ）は、板垣恵介の漫画作品『グラップラー刃牙』シリーズに登場する架空の人物で、同シリーズの主人公。
名前は「範馬バキ」と表記されることもあり、前者は『グラップラー刃牙』『範馬刃牙』で、後者は『バキ』で使用されることが多い。

## プロフィール
- 年齢：13歳（幼年編）、17歳（地下闘技場編〜）、18歳（『範馬刃牙』〜）、1977年〜1978年ごろの生まれ。
- ファイトスタイル：トータル・ファイティング（徳川光成曰く、範馬刃牙流格闘術）
- 身長：155cm（13歳）→156cm →167cm（17歳）→168cm（18歳）
- 体重：65〜66kg（13歳、自衛隊の精鋭部隊による推定）→71kg（17歳）→76kg（18歳）

## 担当声優
- 菊池正美（テレビアニメ第1作）
- 山口勝平（OVA、ゲーム『バキ最強列伝』、ゲーム『チェインクロニクル』）
- KENN（BeeTV・デジタルコミック版）
- 島﨑信長（テレビアニメ第2作・第3作、VSケンガンアシュラ）

## 人物
17歳の高校生ながら、世界中の格闘家が集まる地下闘技場のチャンピオンに君臨する。父親は、地上最強の生物と称される範馬勇次郎（詳細は後述）。母親は朱沢コンツェルンの総帥・朱沢江珠。異母兄にジャック・ハンマーがいる。
外見は平凡な高校生だが、実際は幼少期からの常軌を逸したトレーニングと長年の実戦経験による、全身に無数の傷跡が刻まれた筋骨隆々の肉体を持つ。その力量ゆえに、高校や近場の不良と喧嘩をしては勝つのが当たり前であり、普通の人間でさえも、その威圧感だけで震え上がらせてしまう。そのため、1人暮らしをしている自宅は玄関上の屋根に「刃牙死ね」と書かれているのをはじめ、負けた不良達による恨みを込めた落書きが屋根や壁、さらには近所の道路の壁にまでびっしりと書き込まれている。
学業の成績は決して良くないが、幼少期から外国人トレーナーに指導を受けていたためか、英会話は流暢(ただし読み書きは出来ないようで、徳川が英字新聞を持ってきた時は「読めない」と言っている)。
当初においては、母を殺害した父への復讐が戦いの動機であった。しかしストーリーが進むにつれ、圧倒的な父の強さを誇りに思うと語るなど、以前と比べある程度は互いを認め合っている。一方その父に殺され、自分を顧みなかった母については、最後の最後で母親として命を懸けて自分を助けてくれたことから、「自分にとって母親の愛情は、あれだけで十分だった」と後に語っている。
本作は登場人物が死傷することが珍しくないが、刃牙は誰一人殺していない。ただし、自身は戦いで相手の命を奪うことを必ずしも否定してはおらず、最凶死刑囚編では梢江を拉致したシコルスキーに、神の子激突編ではマホメド・アライJr.に対し、前者は怒り、後者は戦いに対する本気の覚悟から、殺害を念頭に置いて戦っているが、いずれも乱入を受ける形で殺害には至らなかった。
刃牙は「地上最強」ではなく、父親を超えることのみを目標としている。勇次郎に対して「仮にあなたがこの世で１番弱い生き物だったとするなら、俺は2番目に弱い生き物でいい」と述べたことがある。また、自分以外の全てを見下す勇次郎と違って“大自然”に対しては尊敬の念を持ち、たとえ相手が小虫であってもその能力を高く評価し（ゴキブリに対してもその能力に敬意を払っている）、その動物の能力に近づくためのイメージトレーニングを行う。

### キャラクターモデル
キャラクターのモデルになっているのは総合格闘家の平直行。ただし直接的なモデルではなく、平の試合の記事を読んで主人公の骨格が出来上がり、範馬刃牙というキャラクターの大きなヒントになった。それを分かりやすく「モデルにした」という言い方をしたと作者の板垣は語っている。なお板垣は平をモデルにしようとした時点では、まだ年収200万円程度の売れない漫画家であったため、試合を観戦する金銭的な余裕はなく、平の試合も観たことがなかったという。
外見上のモデルはイラストレーターのおおた慶文が描く少女。それを模写したうえに男性的な要素を加えて刃牙の顔が出来上がったという。
全身にある無数の傷跡は、梶原一騎・中城健の漫画『カラテ地獄変』に登場する死刑執行人レスラーがモチーフ。これは相手を一撃で屠るため身体に傷がない勇次郎と対照となっており、刃牙の精神的な甘さを表している。
名前の範馬は「ハンマー」から、刃牙は「バキッ!」という擬音から取られている。または、プロボクサーのジャック・ジョンソンをモデルにした映画『ハンマー』から取ったとも。

## ファイトスタイル

範馬刃牙のファイティングポーズ

第1部のタイトルにはグラップラー（グラップリングの項も参照）とあるが、組技中心のファイトスタイルではない。幼少の範馬勇次郎式トレーニング、専属コーチによる近代的トレーニングから学び、そこから自己流の格闘術を培っている。腕固めや剛体術、カウンター回転蹴りなど多彩な技術を持つが、特にファイトスタイルや技に対するこだわりはなく、対戦相手に合わせて臨機応変に戦う。リアルシャドーの駆使により、若年ながらも凄まじき格闘キャリアを有し、人体や栄養管理、格闘技に関する知識も豊富。他の格闘家の奥義を即座に真似る離れ業も持っている。天才型の父とは異なり、刃牙はあくまで（才能や血筋に恵まれているとはいえ）努力型であるが、戦うことに関する執念は父に勝るとも劣らない。
腕固め
初期に好んで使用していた技。
金的蹴り
男性の人体の急所である金的を的確にキックで狙う。ズール、マホメド・アライJr.などの強敵を一撃で沈めた。
剛体術（ごうたいじゅつ）
人体における関節というアブソーバーを全て固定して全体重を乗せることにより、打撃部位を自体重と同じ重さの鉄球と化す技術。防御に徹した鎬紅葉に使用し、彼の胃を破壊した。ビスケット・オリバ戦でも使用したが、紅葉の筋肉量を圧倒的に上回るオリバには通用しなかった。
空手家中村日出夫の垂木切りがモデル。
虎王（こおう）
元は夢枕獏の格闘小説『餓狼伝』に登場する技。特別に夢枕獏の許可を得て、幼年編の終盤、加納秀明を倒すのに使用させた。さらに勇次郎との親子喧嘩の際にも、最大のサプライズとして披露している。形も『餓狼伝』の主人公、丹波文七が使ったものと同様。
サンボの飛びつき逆十字の要領で相手の腕を捕らえながら、片方の脚で相手の首の後ろに巻きつき、もう片方の脚の膝で相手の顎に真下から打撃を加えたうえ、さらに落ちながら身体をひねって相手の肩の上に乗り、千鳥固め（腕固め）を極めた状態で相手を頭部から地面に叩きつける複合技。
空中回転蹴り
幼年編で勇次郎に対抗するために編み出した技。敵の攻撃が向かう方向と同じ向きに空中回転をしながら回避を行い敵の頭上からかかと落としを決めるカウンター技。
勇次郎には更に同じ技でカウンター返しを喰らって敗北しているが、後の親子喧嘩でも同様の状況になりながらもその際はカウンター返しを防いでいる。
新コブラ
最大トーナメント編での猪狩完至戦で、プロレス勝負を仕掛けた際に使用した技。従来のコブラツイストとは極め方が異なる。それ以前では地下闘技場のデビュー戦で使ったのみだという。
一本足4の字
同じく猪狩戦で使用。片足だけで相手を足4の字固めに極める。
新卍
同じく猪狩戦で使用。従来の卍固めとは極め方が異なる。
脳内麻薬（エンドルフィン）
自在に脳内からエンドルフィンを分泌させ、死に際の集中力を得、身体能力を向上させる。飛騨の山篭りの中で習得。初期は、極限まで追い込まれた時にのみ出たが、後期では気合いを入れたり、耳をひねったりするだけで出るようになった。
鞭打（べんだ）
腕を鞭のように撓らせ、鍛えることのできない皮膚を鋭打することで当たった部分、人体全てを急所にする。その核は、本物の鞭を使った鞭打ちが死刑として成り立つのと同じく、成人男性でも容易に死に至らしめるほどの激しい痛み。通常の打撃に対して驚異的なタフネスを誇るピクルにも効果抜群だった。
技自体は幼少期に勇次郎から教わっていたが、最凶死刑囚編で柳龍光が同様の技を使った際に対抗して披露したのが初。勇次郎曰く「所詮女子供の護身技」。
リアルシャドー
シャドーボクシングの究極系。思い込みの強さによって、対戦相手をリアルにイメージし、その相手と戦う。思いこみの強さにより、痛みや傷までをも具現化してしまう。刃牙はほぼ毎日のようにトレーニングとしてこれを行っており、その格闘キャリアは若年ながら数百、数千試合にものぼる。対戦相手は、人に限らず100kgになったカマキリやティラノサウルスなどをイメージすることも可能。自身のトレーニングに使うだけでなく、その表現力は実際の対戦においてもそれぞれの構えによって相手にその存在を彷彿とさせるほどで、ピクルにはトリケラトプス、プテラノドン、ティラノサウルスの武器を備えた大怪物のイメージを見せ付けている。
0.5秒の無意識
人間の意識の処理が0.5秒遅れるのを利用し、無意識になっている0.5秒の間に攻撃することで相手には何が起こったのか理解できない。その在るか無しかの隙間をオリバ戦でものにした。
蜚蠊ダッシュ（ゴキブリダッシュ）
「蜚蠊タックル」とも書かれる。ゴキブリの走りだした瞬間には既に最高速に達しているダッシュ力に目をつけ、潰れた死骸から見えた筋肉が液体のようであったことに着想を得て開発した技。体を液状化、さらには気化させるイメージで脱力した後、瞬時に最高速で駆け出す。本人曰く「時速270キロ」。刃牙はこれを開発するにあたり、部屋を通りかかった一匹のゴキブリに平伏するほどの崇敬の念を持って接していた。
柴千春とのストリートファイトで初披露。突き出された指を、加速の勢いをのせた眼球で潰す驚異的な速度を見せつけた。勇次郎との親子喧嘩でも使用し勇次郎から称賛を受けたが、2度目には通用しなかった。
作者板垣が夢の中で見た、潰れたゴキブリからコンデンスミルクのような液体が漏れていたことから発想した技。
トリケラトプス拳
「恐龍拳」とも称される。動物の姿や形、動きを真似る中国拳法の「象形拳」の一種。リアルシャドーに代表される刃牙の驚異的な想像力によって、現代には存在しないトリケラトプスのイメージを作り出す。
勇次郎との親子喧嘩で使用。勇次郎を押し切り、背後の車両を横転させる凄まじい突進力を見せた。

## 作中での活躍

### 『グラップラー刃牙』
幼年編
幼少期から範馬勇次郎によって過酷なトレーニングを強いられる。その後、最強である勇次郎だけを見つめ、自分に興味を持たない母・江珠の愛情を手に入れるために勇次郎を超えることを目指し、江珠の元で科学的トレーニングに勤しみながら、喧嘩に明け暮れる。ユリー・チャコフスキー、夜叉猿、花山薫、ガイアらとの対決を経て成長を重ね、その中で自分の求める強さが父・勇次郎の求めるそれとはなにか違うものであることを自覚、母の愛を得るために勇次郎と対決するが、圧倒的な力の前に完敗する。江珠は刃牙と勇次郎の戦いの中で母親としての本能に目覚め、刃牙を勇次郎から守ろうと勇次郎に立ちはだかった結果、勇次郎に殺されてしまう。その後、世界各国の格闘家と戦い4年間修行を重ねるが、ブラジルで表格闘技界最強の男・ディクソンから東京ドーム地下闘技場の存在を聴き帰国。徳川光成に直談判して闘技場の戦士となる。
地下闘技場編
地下闘技場の戦士となった刃牙は激戦を重ね、無敗の最年少王者として君臨する。その後、神心会空手の大会に参戦し、決勝で末堂厚を下し優勝。地下闘技場では鎬昴昇、マウント斗羽、鎬紅葉らと激闘を繰り広げる。
最大トーナメント編
一選手として最大トーナメントに参戦。1回戦ではアンドレアス・リーガンとの力比べに勝利。2回戦ではズールの不意打ちの前に一度は敗北を喫すも、刃牙の要望により3本勝負となり、金的蹴り（寸止め）でこれに勝利。準々決勝では猪狩完至の策略に苦戦するも、これを退ける。準決勝の烈海王戦では、事前にリアルシャドーを行なった後、勝負に挑む。リアルシャドー通りの展開を刃牙はアンフェアと感じ、自らネタをばらすとその後、範馬の血を目覚めさせ烈海王に勝利。決勝では、異母兄にあたるジャック・ハンマーと対決。激戦を繰り広げた末に、背に鬼の貌を出現させ、ジャックを破り優勝を果たした。

### 『バキ』
最凶死刑囚編
最大トーナメント終了からしばらく経ったある日、徳川光成から世界各国の刑務所から同時期に脱獄した5人の死刑囚の存在を聞かされる。日本に上陸した死刑囚を愚地独歩、花山薫、烈海王、渋川剛気と共に迎え撃つ。スペックに不意討ちで倒されたり、柳龍光に不覚を取るなどしつつも、松本梢江との関係は進展し、性を通過することによってさらに成長する。その成長により、柳やシコルスキーを意に介さない圧倒的な強さを手に入れた刃牙であったが、柳の毒手による鞭打で毒に冒される。その場では中毒症状が現れず、戦いには勝つものの、これが仇となり、毒に気付いた時には瀕死に陥っていた。近代医学による治療、飛騨での漢方療養を試みるが手遅れで回復には至らず、烈の提案で中国に渡る。
中国大擂台賽編
中国に渡った刃牙は父・勇次郎が中国武術最強の称号「海皇」を決める大会・大擂台賽に参加することを聞き、烈の推挙によって自分もそれに参加する。烈としては、柳の毒手に対する「裏」の属性を持つ毒使いが現れ、それが刃牙と対戦することを期待する側面もあった。トーナメント1回戦において、烈の期待通りに柳と正反対の属性の毒を使う李海王との試合が実現し、彼の毒手によって体内の毒が中和され体調が回復、これを撃破する。その後、烈の心遣いにより山盛りの中華料理と大量の砂糖水を振舞われ、心身ともに完全復活。一方、1回戦で中国勢の負けが多いことに怒りを感じた郭海皇の提案で、大会は中国vs日米連合の対抗戦に変更。病み上がりを通り越して体調が最高の状態で郭海皇の息子・郭春成と対戦し、わずか2秒でこれを撃破した。
神の子激突編
大擂台賽終了後、帰国した刃牙はマホメド・アライJr.からの挑戦を受ける。地下戦士と戦い、レベルアップしたアライJr.と地下闘技場で対戦するが、勝負に対する覚悟の差が決め手となり圧勝。試合後、勇次郎に挑戦を表明し、勇次郎もこれを受諾した。なお、梢江がアライJr.を抱きしめる姿が描かれたが、アライJr.自身は彼女への想いから身を引いており、刃牙とは引き続き良好な関係を続けている。

### 『範馬刃牙』
超絶!!監獄バトル編
勇次郎との決戦に向けて特訓を開始した刃牙は、リアルシャドーで人物大にまで巨大化させたカマキリと対戦し、これに勝利。続いてビスケット・オリバとの対決を求めて、あえてアメリカ大統領誘拐・監禁の罪を犯してアリゾナ刑務所（ブラックペンタゴン）に収容される。そこでかつての最大トーナメント参加者・アイアン・マイケルと再会。ミスター2（セカン）こと純・ゲバルの存在を知る。ゲバルとも対戦を熱望するが、二人にまともに相手にしてもらえない。
その後、ゲバルとオリバの死闘を観戦。ルーザールーズで闘う二人だがそれを茶番にしか見られない刃牙は、観戦していたオリバの彼女マリアに抱きつくという行為で二人を純粋な闘いへ誘った。そして圧倒的実力を見せたオリバが勝利する。闘いの翌日ゲバルは帰国してしまい、オリバと闘いたいが相手にしてもらえない刃牙は自らもミスターアンチェインとなり、さらにオリバを執拗に挑発することで怒りが頂点に達したオリバとの闘いを実現する。その差が分からぬ程の実力差を味わう刃牙だったが、闘いの最中覚醒し、最終的に正面からの殴り合いで圧倒。オリバに勝利した。
野人戦争編
原人ピクルを巡り、範馬勇次郎らが争奪戦を開始する。当初、刃牙はピクルの底知れぬ力量に気付くが、勇次郎との親子喧嘩が第一のあまり、興味が無い素振りを見せた。しかし、烈海王とピクルの戦いを徳川光成・烈海王本人から聞き、ピクルが噛み付いたり、父親のような比喩ではなく本当に相手を「喰らう」という行為に一転して興味を抱く。そして花山薫の協力を得て対峙するが、かつての夜叉猿の悲劇を思い出してピクルと戦おうと考えた自分を恥じる。しかし、ピクルを前に闘争心を抑えきれなくなり「ごめん」と謝りながら攻撃を仕掛け、これを笑顔で歓迎したピクルから痛烈なキックを見舞われその衝撃から完全にピクルの虜になり眠れない日々が続く。
ピクル戦に向けてリアルシャドーで恐竜と対戦し、再び現れた時には血まみれになっていた。そして、ピクルとドームにて対峙し死闘を繰り広げる。鞭打やリアルシャドーなどピクルの知らない技術を駆使し翻弄。ついに本気を出したピクルに対しても範馬勇次郎を想定したトレーニングを積んでいた刃牙はピクルのパワーに対して技を駆使することで圧倒、勝利寸前にまで追い詰める。だがここでピクルに真正面からのパワー勝負を挑むという悪癖が顔を出し、最後はピクルが思わず繰り出した技によって倒される。ピクルもここで戦意を喪失してしまったため、決着については作中でも見解が割れている。
地上最強の親子喧嘩編
ピクルとの対戦を終えた後、紅葉の病院で身体検査を受ける。この中で、脳までもが鬼の貌を模した形になっていることが判明する。その後は大きな戦いもない毎日を過ごしていたが、栗谷川との再会や、勇次郎が自宅に訪問した一件、花山に命じられてやってきた柴千春とのケンカなどを通して父に対する自らの思いを問い直し、勇次郎との戦いに向けて心身を整えている。このころ、ゴキブリの驚異的な加速力に着目し、体を液状化させるイメージによって、静止状態から瞬時に最高速度まで加速する技「蜚蠊ダッシュ」を会得した。
勇次郎を倒すという目標の裏で、一緒に食事をし、普通の親子として団欒を楽しみたいという願望を吐露するようになる。また、自分と勇次郎の戦いは試合や戦争ではなく、そういった団欒の中での何気ない口論から生じる「親子喧嘩」であるべきだと考えている。
後に、勇次郎から高級ホテルでのディナーに招待された際、4年間抱き続けてきた「なぜ母（江珠）を殺したのか」という質問をぶつけ、それをきっかけとして遂に親子喧嘩に突入。勇次郎の猛烈な攻撃に圧倒されつつも、鞭打によって痛みをこらえさせる、0.5秒の無意識を用いたカウンターでダウンを奪うなど幼少時に比べて成長を見せており、勇次郎もそれを喜んでいる。親子喧嘩は古流技術「虎王」や直前に体得した「蜚蠊ダッシュ」などの技術だけではなく、挑発や手加減、だまし討ちなどの心理的攻撃まで含めて全て出し尽くした挙句、拳による単純な殴り合いに移行。その力比べの末、勇次郎による「抱擁」を受け刃牙は地面に倒れ伏した。
満身創痍の刃牙を見下ろし、もう十分だろうと考え立ち去ろうとする勇次郎に、刃牙は衰えない闘志により攻撃を繰り出す幻影を見せる。それに対し勇次郎は同じく表現力により幻影の味噌汁を作りだすと、刃牙を起こし団欒を始めた。大勢の見物人が見守る中で始まった「エア夜食」の最中、刃牙は味噌汁がしょっぱいことを指摘。勇次郎は当初誤魔化すものの、思い当たるフシもあり味については渋々認める。
勇次郎は自分に食事を作らせたこと、味噌汁の味について嘘を付かせたこと、さらには刃牙が幻影のちゃぶ台をひっくり返して味について有耶無耶にすることで、救われたと感じたことなどから、自分のわがままを押し通せなかったことを認め、刃牙に地上最強を名乗ることを許す。かたや刃牙も格闘勝負なら自分が地面に倒れ伏して、勇次郎が立ち去ろうとした時点で決着が付いていたことから敗北を認める。
こうして両者が互いに認め合うかたちで地上最強の親子喧嘩は終結した。

### 『刃牙道』
父である勇次郎との地上最強の親子喧嘩の後、以前と変わらず熱心にトレーニングを行う反面、地下闘技場での試合では相手を圧倒しつつ欠伸を噛み殺すなど酷く退屈していた。そんな折にクローンとして現代に蘇った剣豪・宮本武蔵と徳川邸にて闘うも、あっさり昏倒させられてしまう。目を覚ました直後に再戦し、一度はジャブでダウンを奪うものの再び敗れた。武蔵を初めて見たとき、刃牙は核兵器並の戦闘力を感じている。
「武蔵を殺す」「この世に居てはいけない」と公言して地下格闘場で武蔵と再々戦を行う。当初はゴキブリダッシュからのジャブの3段打ちでダウンを奪うが、行動の読み合いとなると技を避けられたり動作を止められたりと苦戦する。試合中には現代の格闘技は殺害こそしないものの、勝者には生殺与奪が握られているという持論を展開した。最後は刃牙の振るった刀を武蔵が両手で受け止めた瞬間、徳川寒子が乱入。寒子により身体から武蔵の魂が引き抜かれ、そのまま成仏させられたため、武蔵をこの世から葬ることには成功した。その際に刃牙は寒子に感謝の言葉を伝えていることから、当初からの予定だったようである。
その後、徳川からただの石炭をダイヤモンドへと変貌させるほどの握力を持つという第二代野見宿禰の存在を聞かされる。

### 『バキ道』
クライミング競技において有名な選手であるスコット・ハリスに勝ったら、二代目野見宿禰に会わせてやるという約束を光成とした刃牙は、お台場で開催されていたチャレンジマッチで自分に有利な条件ながら彼を破る。スコット・ハリスから再戦を求められるも、新たな挑戦者が名乗りを上げる。彼こそが刃牙が会いたがっていた二代目野見宿禰だった。

## 脚註
1. ↑  『グラップラー刃牙』第5巻巻末に平をモデルとして紹介した上で本人のコメントが寄せられている。
2. ↑  平直行『平直行の格闘技のおもちゃ箱』（2006年、福昌堂）pp.276-277.　ISBN 4892247979
3. ↑  「謝男 シャーマン」1巻刊行、板垣恵介インタビュー - コミックナタリー
4. ↑  徳間書店『ハイパーホビー』2012年9月号 板垣恵介インタビュー 93ページ。
5. ↑  『週刊少年「」』でのインタビューによる。
6. ↑  『漫道コバヤシ♯20』板垣恵介インタビュー。
7. ↑  徳間書店『板垣恵介の格闘士列伝』74ページ。
8. ↑  講談社『餓狼伝 格闘士真剣伝説』16ページ。
9. ↑  トール・ノーレットランダーシュ『ユーザーイリュージョン―意識という幻想』からの引用だが、ノーレットランダーシュは「意識的な情報処理は0.5秒、無意識の情報処理に遅れる」としているだけで、0.5秒以内で起こる出来事を知覚するのは不可能と述べているわけではない。
10. ↑  これはフィクションであり、現実のゴキブリのダッシュ力は、6本足を巧みに用いた特殊な歩き方によるものである。
11. ↑  株式会社ワールドフォトプレス 『フィギュア王』No.176 16-17ページ。